# Fer à Cheval (Toulouse)
Le quartier Fer à Cheval de Toulouse est situé dans le centre-ville, près du Pont Saint-Michel sur la rive gauche de la Garonne,.

## Situation
Il est bordé par les quartiers des Arènes, Saint Cyprien, et Fontaine-Lestang, face à l’île du Ramier.

## Voies de communications et transports
Avenue de Muret,

### Transports en commun
Accès avec le tramway ligne T1 station Fer-à-Cheval et le métro ligne A dont les stations les plus proches sont Saint-Cyprien – République, Patte-d'Oie et les Arènes. Ainsi qu'avec les bus: 13, 44, 66, 369,

## Éducation
Lycée Déodat-de-Séverac, institut national Supérieur du professorat et de l'éducation, collège Clémence-Isaure, école primaire Bernard-Bénézet, école maternelle Molière, Greta (formations pour adultes Midi-Pyrénées), école internationale du manga et de l'animation, crèche Rires et Grimaces et crèche Sainte-Lucie,

## Service public
Service départemental d'incendie et de secours, maison de retraite type EHPAD Gaubert, la Poste, pharmacie, cimetière de Rapas, 